# 熊谷光久
熊谷 光久（くまがい てるひさ、1936年（昭和11年）4月28日 - ）は、元航空自衛官、軍事史学者、軍事評論家、歴史評論家である。ペンネーム熊谷 直（くまがい ただす）を著作の種別により用いる。

## 経歴
- 1936年（昭和11年） 山口県防府市に生れる。（福岡県生、本籍山口県と記したものもある）。
- 1959年（昭和34年） 防衛大学校3期（航空工学科）卒。航空自衛隊各級指揮官勤務。
- 1970年（昭和45年） 以降、航空自衛隊幹部学校、統合幕僚学校、防衛大学校、防衛研究所にて研究員・教官勤務。リーダーシップ論、組織管理論、軍事史・軍制史を研究教育。
- 1991年（平成3年） 術科学校教育部長を最後に防衛庁を定年退官。軍事史家・評論家として軍事史、リーダーシップについて研究著述活動をつづける。

## 家系
父方・母方ともに長州藩士の家系であるという。

## 著作等

### 著書
熊谷光久
- 『日本軍の人的制度と問題点の研究』（国書刊行会、1994年）
- 『日本軍の精神教育　軍紀風紀の維持対策の発展』（錦正社、2012年）

熊谷直
- 『軍学校・教育は死なず』（光人社、1988年）
- 『日本の軍隊ものしり物語』（光人社、1989年）
- 『琉球・沖縄受難史』（新人物往来社、1993年）
- 『日本の決断』（実業之日本社、1995年）
- 『毛利家のシーパワーに学ぶ』（成山堂書店、2005年）
- 『帝国陸海軍の基礎知識』（光人社、2007年）
- 『軍用鉄道発達物語』（光人社、2009年）
- 『日本海軍はなぜ敗れたのか』（徳間書店、2010年）

### 論考
熊谷光久
- 「防衛力の大きさを算定するための統計的関係式 (古垣〔源次郎〕教授追悼記念)」防衛大学校紀要 人文・社会科学編35、1977年9月。
- 「江戸末期の人的動員能力について」軍事史学13-3、1977年12月。
- 「海軍兵学校教育が軍部外から受けた影響について」軍事史学15-3、1979年12月。
- 「日本陸海軍と派閥」政治経済史学172、1980年9月。
- 「日本陸海軍の精神教育」軍事史学16-3、1980年12月。
- 「旧陸海軍兵科将校の教育人事--現代への踏み台として (軍事史・戦史<特集>)」新防衛論集8-3、1980年12月。
- 「大東亜戦争将師論--陸海軍将師の特質とその背景をみる」国防30-11、1981年11月。
- 「大正の軍縮における兵員整理」日本歴史402、1981年11月。
- 「明治維新における徴兵制--その背景の考察」軍事史学17-3、1981年12月。
- 「明治期の西欧軍制の輸入と影響」政治経済史学194、1982年7月。
- 「軍事面から見た琉球処分」政治経済史学208、1983年11月。
- 「非武装琉球の軍事史的考察」軍事史学19-4、1984年3月。
- 「近代日本軍備強化の数量的分析」政治経済史学240、1986年4月。
- 「明治初期・東京の演習場運用問題」政治経済史学250、1987年2月。
- 「ペリ-提督の日本遠征について--目的とその背景」軍事史学23-2、1987年10月。
- 「明治期における統帥権の範囲の拡大--伊藤博文の抵抗」軍事史学24-4、1989年3月。
- 「明治期陸海軍の対立」政治経済史学277、1989年5月。
- 「「飛行第31戦隊誌」陸軍飛行第31戦隊友の会編」政治経済史学284、1989年12月。
- 「「ペリ-来航前後」山口宗之」軍事史学26-1、1990年6月。
- 「海軍兵学校受験予備校--変遷とその原因」政治経済史学300、1991年4月。
- 「日本海軍の兵科・機関科対立の顛末 (近現代軍事史の諸問題-3-)」政治経済史学312、1992年6月。
- 「明治期日本海軍における機関官差別問題の発生と変遷」軍事史学29-2、1993年9月。
- 「日本陸海軍の軍令と勅令の使い分け」政治経済史学353、1995年11月。
- 「日本陸海軍の軍令継承・軍政代理の変遷と問題点」軍事史学32-2、1996年9月。
- 「明治期軍予備校の出現と退潮」政治経済史学371、1997年7月。
- 「毛利家海軍士官の養成」軍事史学35-1(137)、1999年6月。
- 「毛利水軍の船数と人員」海軍史研究5、2000年3月。
- 「兵式体操から学校教練へ」政治経済史学405、2000年5月。
- 「現役海軍将校の商船学校配属」軍事史学38-1(149)、2002年6月。
- 「情報活動関連の日本軍の参謀制度と参謀養成の歴史」鵬友30-5、2005年1月。
- 「明治20年前後の軍の改革整備と海軍の要求」政治経済史学479、2006年7月。
- 「陸主海従思想への海軍の対抗--海軍参謀本部設置問題を中心に」政治経済史学495、2007年11月。
- 「海大教育と卒業者の人事取扱い--甲種一期生の教育と進級を中心に」政治経済史学508、2009年2月。
- 「明治期海軍軍医の養成と補充」政治経済史学524、2010年6月。
- 「明治期陸軍軍医の養成・補充制度」軍事史学46-2、2010年9月。

### 監修
熊谷直
- 「写真と図解でたどる　日本軍の歴史」別冊宝島2268　宝島社　2014年